# 文蔵の滝
文蔵の滝（ぶんぞうのたき）は和泉山脈に属する三国山および宿山を源とする穴伏川（四十八瀬川）上流の東谷にある滝である。金剛生駒紀泉国定公園の区域内に位置し、「紀の国名水100選」、和歌山県の「親しめる水辺66選」などに選定されている。

## 概要
滝は山中の周囲300度を岩で囲まれた洞窟のような地形の場所にあり、轟音は反響し大きく、水は光り輝ながら暗闇を縫うように落ちる。その様は観る者へ荘厳にして神秘の感を与えるとされ、古来より修験者の行場となってきた。文覚上人（1139年 - 1203年）も当地で修行したと伝わる。現在も滝は現役の修行場であり、七代龍王金剛童子を本地において不動尊を祀る。前小屋は修行者のための「こもり場」として使われている。

## 交通アクセス
- JR和歌山線 笠田駅 車で約20分、山中を徒歩5分